# Јорга (Ботошани)
Јорга (рум. Iorga) насеље је у Румунији у округу Ботошани у општини Манољаса. Oпштина се налази на надморској висини од 127 m.

## Становништво
Према подацима из 2002. године у насељу је живело 109 становника, од којих су сви румунске националности.